# Військова справа
Військо́ва спра́ва — складний термін, який може мати такі значення:
1. В широкому розумінні охоплює всі питання військової теорії і практики, пов'язані з військовим будівництвом, підготовкою і діями Збройних сил, у мирний і воєнний час, підготовки населення країни на випадок війни[1].
2. У вузькому розумінні — це система знань, необхідних військовослужбовцям і військовозобов'язаним для успішного виконання свого військового обов'язку.

## Зміст поняття

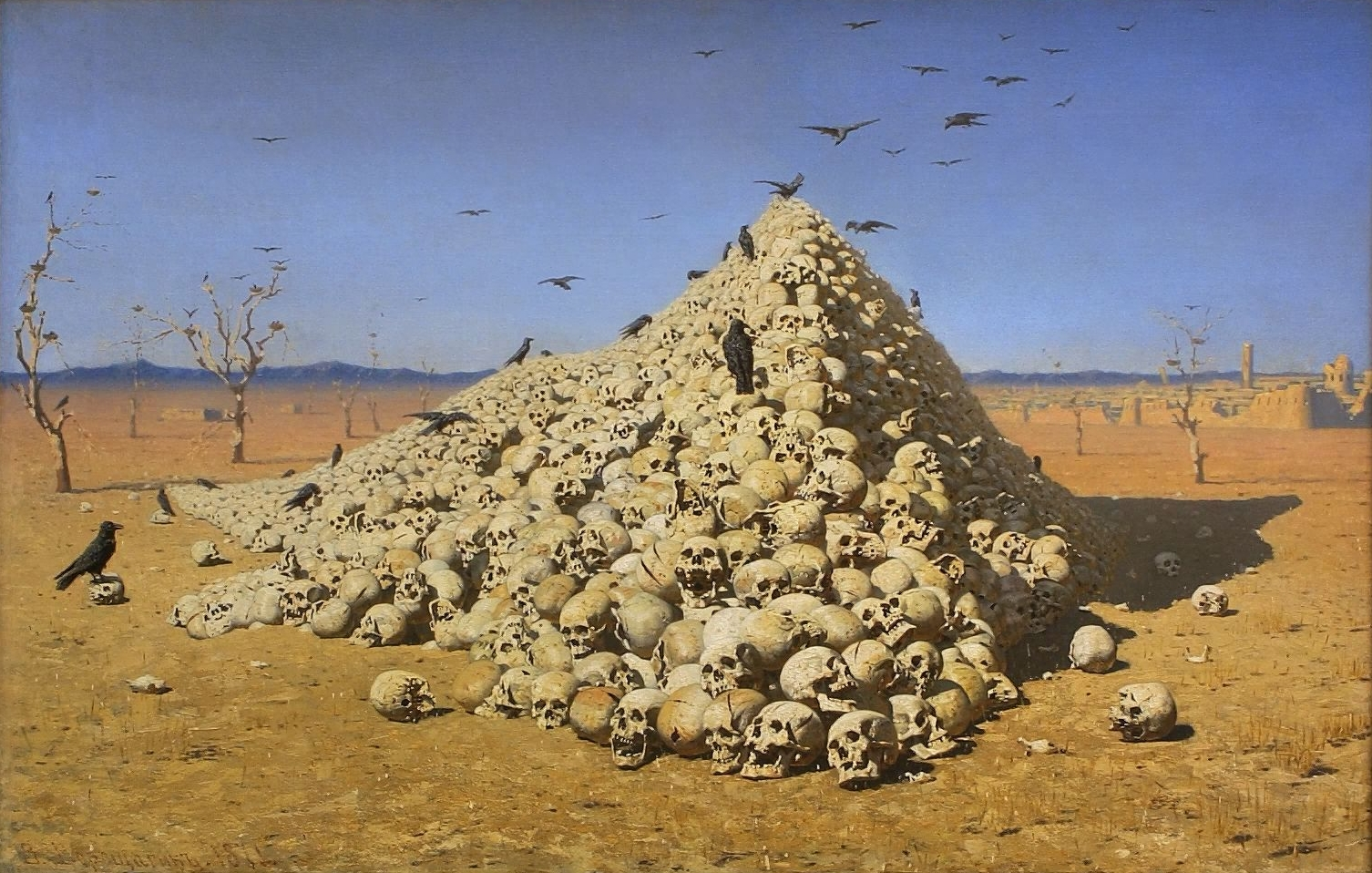
Апофеоз війни. Картина Верещагіна В. В.

Відомо, що на зміст військової справи в тій чи іншій країні в конкретну історичну епоху впливає безліч чинників, перш за все таких, як її соціально-політичний устрій, рівень розвитку виробництва, науки і освіти, культурні традиції, духовний стан суспільства та інші. В цілому зміст, основні напрями розвитку і вдосконалення військової справи в будь-якій державі мають загальні риси, які випливають з об'єктивних закономірностей світового розвитку. Разом з тим вони мають і істотні відмінності, обумовлені географічним положенням держави, його народонаселенням, економічною діяльністю, характером зовнішніх загроз тощо.
На розвиток військової справи значно впливають побут та звичаї, історичні традиції народів, що населяють країну. Питання війни і миру відвіку, так чи інакше, зачіпають корінні інтереси людства. Їх обговорення на рівні, як політичного, так і філософського мислення має багатовікову традицію.

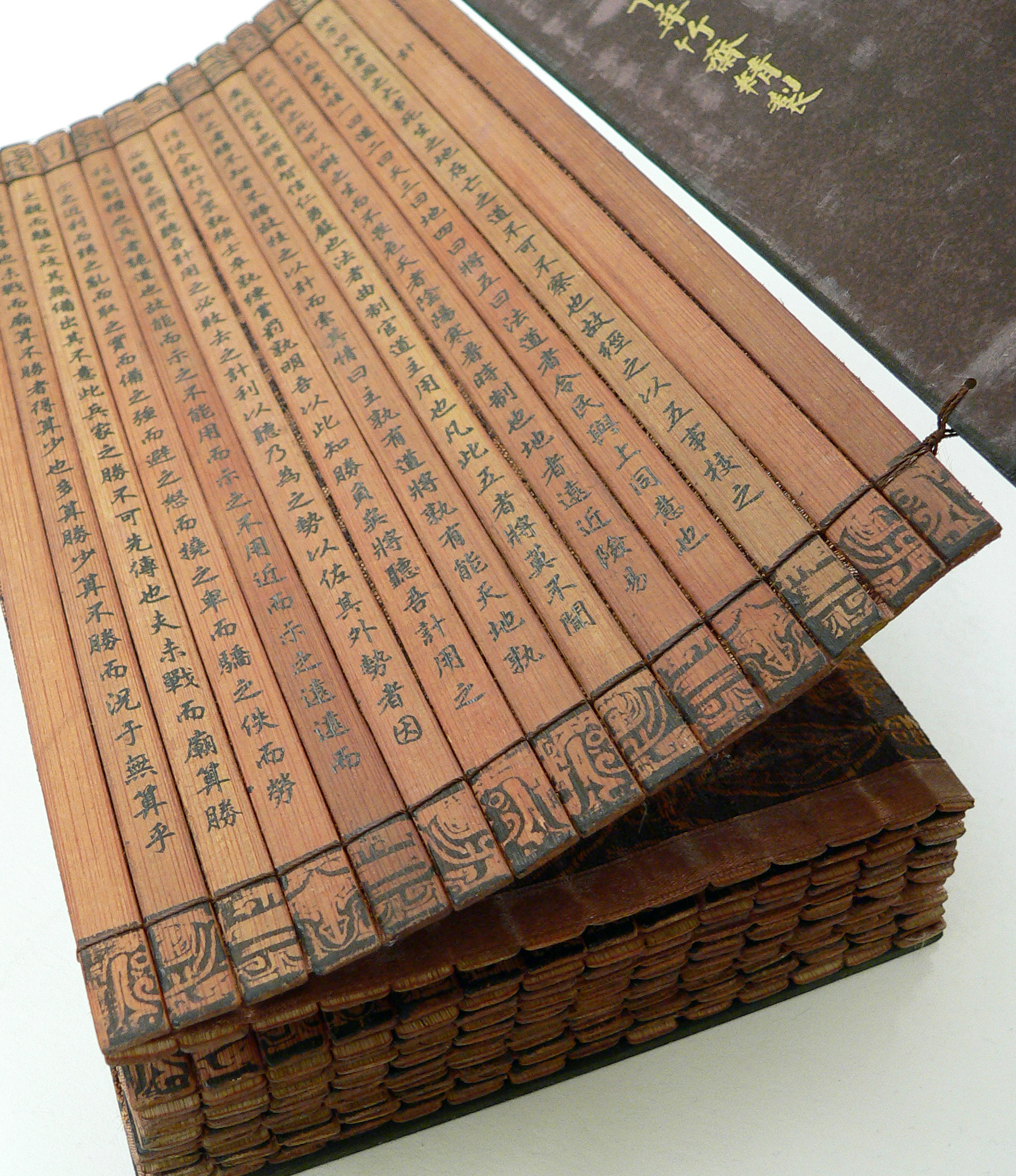
Початкові сторінки найдавнішого трактату з військової справи «Мистецтво війни» Сунь Цзи

Людство прагне зрозуміти причину тих суспільних суперечностей, необхідним наслідком яких, ось вже протягом тисячоліть, були великі і малі війни, загальні і локальні, такі, що винищили квіт багатьох поколінь. За період з 3600 до н. е. до 1980 року сталося приблизно 1455 великих і малих воєн, зокрема 2 світові, протягом яких загинуло, померло з голоду та від епідемій понад 3,6 млрд чоловік. За підрахунками Міхневіча М. П. за всю історію людства на 1 рік мирного життя припадає в середньому 13 років війни.

## Розвиток військової справи
Війна, як історично-культурний феномен, виникає на певній стадії розвитку людського суспільства і робить певний вплив на його розвиток. Військова справа починає культивуватися в суспільстві, як і всі інші заняття людей, спрямовані, перш за все, на підтримку життєво важливих функцій. У війні, як правило, перемагає виробник найдосконалішої зброї, а також співтовариства, що володіють найпередовішою тактикою військової операції.
Війни, як систематичне явище, а не епізодичні збройні зіткнення, починають грати істотну роль у соціально-політичному житті багатьох етнокультурних утворень з різних причин: або це була боротьба за життєвий простір, за території; або війна ставала видом діяльності, при якому було можливе збільшення добробуту тієї або іншої культурно-історичної спільності (принаймні певної її частини), була засобом наживи; або засобом виживання в екстремальні періоди існування етносу.
Військова справа і озброєння, як його матеріальна база є невід'ємною і істотною частиною людської культури. Саме у засобах насильства (комплексі озброєння), як би не дивно це звучало, відбиваються всі новітні досягнення матеріальної культури, науки і техніки. Це визначає необхідність вивчення комплексу озброєння як історичного джерела. Першим і найважливішим кроком буде спроба відокремлення бойової зброї із загального комплексу озброєння (ділення озброєння на бойове і мисливське). Лук і стріли, наприклад, могли використовуватися рівною мірою, як у бою, так і на полюванні.
Проте, поява специфічних видів зброї, спрямованих винятково на вирішення військових завдань, свідчить про зародження в глибокій давнині тієї частини культури суспільства, яку сьогодні називають військовою справою. Широке коло питань, пов'язаних з класифікацією і типологією військової справи є однією з актуальних проблем досліджень. Не зважаючи на значну кількість робіт, присвячених військовій справі, як і раніше єдиного підходу до її систематизації і вивчення не існує. У цьому сенсі військова справа кожного суспільства, народу або держави має свої національні особливості і свою періодизацію історії розвитку. Різні держави і їх армії в ході численних і тривалих воєн та конфліктів накопичили значний бойовий досвід, в них йшов процес постійного вдосконалення зброї і захисного спорядження.
З виникненням на території Межиріччя, Нілу, Інду і Янцзи перших співтовариств людей, одночасно стали виникати і перші військові організації, що базувалися на економічному фундаменті простої ручної праці, і емпіричному узагальненні форм, способів і прийомів озброєної боротьби.
Так, єгиптяни в період Нового царства (близько 1580 — близько 1070 рр. до н. е.) створили піхоту, що володіла високою для того часу боєздатністю, ассирійці — нерегулярну кінноту, урарту — систему оборони, основу якої становили важкодоступні гірські фортеці і таке інше.
Відбулося розділення війська на сухопутну армію і флот. В армії у свою чергу утворилися два роди військ — піхота, яка згодом стала поділятися на важку і легку, і кіннота. Виникли початкові форми їх тактичної організації.
У Стародавніх Єгипті, Греції, Індії, Китаї, а потім і Римі з'явилися перші теоретичні праці з військового мистецтва, окремі положення яких не втратили своєї значимості і донині.

## Покоління війн

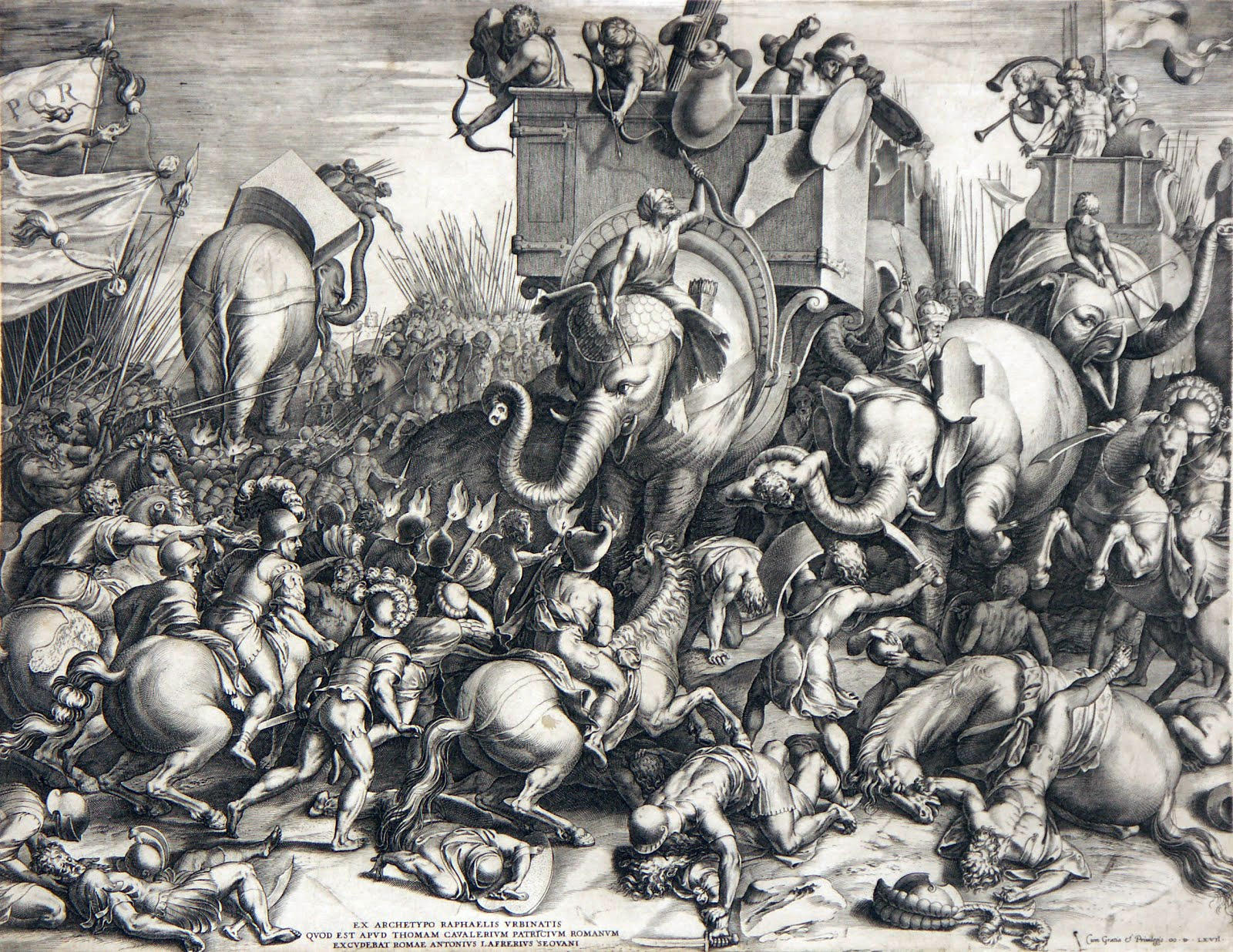
Картина Корнеліса Корта «Битва при Замі» 202 до н. е.

Багато військових вчених і аналітиків поділяють всю історію воєн (а з ними — і всієї військової справи) на сім періодів.:
- війни першого покоління — для яких характерним було застосування холодної зброї. Вони йшли зі стародавніх часів до XIV століття;
- війни другого покоління де застосовувалася вогнепальна гладкоствольна зброя, вони відбувалися з XIV століття по другу половину XIX століття;
- війни третього покоління — це війни коли почали застосовувати нарізну багатозарядну зброю підвищеної скорострільності та дальності стрільби, вони йшли до Другої світової війни;
- війни четвертого покоління — в яких почали застосовувати автоматичну і реактивну зброю (20-ті роки ХХ століття — до кінця Другої Світової війни);
- війни п'ятого покоління — в яких застосовувалася ракетна і ядерна зброя (з 1944 року до початку XXI століття).
- війни шостого покоління характеризуються протистоянням високих технологій: безконтактним масованим застосування високоточної самонавідної зброї, радіоелектронною боротьбою, застосуванням техніки з дистанційним керуванням (без участі людини). Початком можна вважати війну в Перській затоці (1990–1991) років.

- війни сьомого покоління — в яких активно використовуються новітні інформаційні та мережеві технології для досягнення військових цілей. Виникають нові форми воєн — інформаційна війна, мережева війна, кібервійна, психологічна війна. Початок важко однозначно вказати: окремі інформаційні операції проводилися на всіх етапах людства, найбільш доцільно зазначити що їх ведення почалося з Холодної війни — вона характеризується першим найповнішим використанням засобів інформаційної війни. Війнам сьомого покоління притаманні такі ознака: всеосяжна інформатизація та автоматизація усіх процесів підготовки й ведення воєнного конфлікту; глобалізація управління збройною боротьбою; об'єднання в єдину систему сил і засобів розвідки усіх видів, топогеодезичного та навігаційного забезпечення, автоматизованих систем управління і зв'язку, вогневого ураження, РЕБ, інформаційного забезпечення; широке застосування зброї на нових фізичних принципах, бойових систем штучного інтелекту; поява інтелектуальної, інформаційної, лазерної, мікрохвильової та інших видів нелетальної зброї, нано- та біотехнології, робототехніки. Зміна видів, форм і способів досягнення перемоги в класичному (сучасному) їх розумінні на принципово нові: безконтактні, мережоцентричні бойові дії; інформаційна боротьба. Традиційні сфери ведення воєнних дій доповнюються новою — інформаційною[4].

Загалом, починаючи з війн шостого покоління існує тенденція до значного дистанціювання людини від місця збройної боротьби, де застосовується високоточна неядерна зброя та зброя на нових фізичних принципах. Збройна боротьба переміщується в повітряно-космічний, інформаційний простори та кіберпростір, які стають головними театром воєнних дій.
Локальні війни в Югославії, в Афганістані з 2001, Іраку з 2003 довели, що саме війни шостого і сьомого поколінь домінуватимуть у XXI столітті. Це пов'язано із застосуванням космічних засобів розвідки і зв'язку, засобів радіоелектронної боротьби (РЕБ), високоточної зброї (ВТЗ), інформаційної та психологічної боротьби.